# Petalita
La petalita, coneguda també com a castorita és un mineral del grup dels silicats, subgrup tectosilicats i dins d'ells pertany als feldespats. És un aluminosilicat de liti.
La seva aparença varia entre incolor, gris, groc, groc-grisenc i blanc, amb cristalls llistats i masses columnàries. Amb minerals associats comunament: espodumena, lepidolita, quars, albita, microclina i turmalina. És una important mena de liti. Les varietats incolores són usades sovint com a pedres precioses.
Va ser descoberta l'any 1800 a l'illa de d'Utö, al municipi de'Haninge, Suècia. El nom deriva del grec petalon que significa fulla.
Segons la classificació de Nickel-Strunz, la petalita pertany a «09.EF - Fil·losilicats amb xarxes senzilles amb 6-enllaços, connectades per M[4], M[8], etc.» juntament amb els següents minerals: sanbornita, searlesita, silinaïta, kanemita i yakovenchukita-(Y).

## Ambient de formació
Es troba en roques pegmatítiques de tipus granit que contenen liti.